# موسز إهامب
موسز إهامب (بالإنجليزية: Moses Ehambe)‏ مواليد 22 مايو 1986 في أرلينغتون، هو لاعب كرة سلة أمريكي. بدأ مسيرته الاحترافية في سنة 2008. يلعب مع نادي راستا فشتا لكرة السلة في الدوري الألماني لكرة السلة. يحمل الرقم 17. يبلغ طوله 6 قدم 6 بوصة (2.0 م). حقق المركز الثالث في دورة الألعاب الأمريكية 2011.

## المسيرة الاحترافية
لعب مع أوكلاهوما سيتي بلو من سنة 2008 إلى 2010، ثم لعب مع أورينسي في الدوري الإسباني في موسم 2010–2011، ثم لعب مع آيوا إنرجي في موسم 2011–2012، ثم لعب مع جوفينتوت بادالونا في الدوري الإسباني في موسم 2012–2013، ثم لعب مع آيوا إنرجي في موسم 2013–2014، ثم لعب مع إسبارن بريمرهافن في الدوري الألماني في موسم 2014–2015، ثم لعب مع راستا فشتا في سنة 2016.

## الميداليات
| الميدالية | المسابقة                    |
| --------- | --------------------------- |
| برونزية   | دورة الألعاب الأمريكية 2011 |

## روابط خارجية
- موسز إهامب على موقع الدوري الإسباني لكرة السلة (الإسبانية)
- موسز إهامب على موقع كرة السلة الأوروبية.كوم (الإنجليزية)
- موسز إهامب على موقع كلية كرة السلة في سبورتس رفرنس.كوم (الإنجليزية)
- موسز إهامب على موقع ريلجم (الإنجليزية)
- موسز إهامب على موقع سبورتس رفرنس (الإنجليزية)
- موسز إهامب على موقع سبورتس رفرنس (الإنجليزية)